# Айрон-Боттом-Саунд

Расположение рэков в проливе Железное дно

Айрон-Боттом-Саунд (англ. Ironbottom Sound, пролив Железное дно) — пролив, разделяет остров Гуадалканал и группу Нггела (также известную как Флоридские острова). До Второй мировой войны носил название Силарк, ныне принадлежащее другому проливу. Современное название получил из-за большого количества затонувших в нём в ходе боёв за Гуадалканал кораблей, как японских, так и американских.

## Затонувшие корабли
| Название       | Страна    | Тип                               | Дата       | Место                           | Причина                                                                                        |
| -------------- | --------- | --------------------------------- | ---------- | ------------------------------- | ---------------------------------------------------------------------------------------------- |
| USS Aaron Ward | США       | Эсминец типа «Гливс»              | 7.04.1943  | 9°10′30″ ю. ш. 160°12′01″ в. д. | Поражён авиабомбой                                                                             |
| Akatsuki       | Япония    | Эсминец типа «Акацуки»            | 13.11.1942 | 9°17′00″ ю. ш. 159°56′00″ в. д. | Поражён артиллерийским огнём в ходе морского сражения за Гуадалканал                           |
| USS Astoria    | США       | Тяжёлый крейсер типа «Нью-Орлеан» | 09.08.1942 | 9°12′33″ ю. ш. 159°52′03″ в. д. | Поражён артиллерийским огнём в ходе боя у острова Саво                                         |
| USS Atlanta    | США       | Лёгкий крейсер типа «Атланта»     | 13.11.1942 | 9°21′05″ ю. ш. 160°01′42″ в. д. | Поражён артиллерийским огнём в ходе морского сражения за Гуадалканал, выбросился на берег      |
| Ayanami        | Япония    | Эсминец типа «Фубуки»             | 15.11.1942 | 9°10′00″ ю. ш. 159°52′00″ в. д. | Поражён артиллерийским огнём в ходе морского сражения за Гуадалканал, добит эсминцем «Уранами» |
| Azumasan Maru  | Япония    | транспорт                         | 15.10.1942 | 9°21′04″ ю. ш. 159°50′40″ в. д. | Поражён авиабомбой                                                                             |
| USS Barton     | США       | Эсминец типа «Бенсон»             | 13.11.1942 | 9°18′25″ ю. ш. 159°56′33″ в. д. | Поражён двумя торпедами японского эсминца «Юдати»                                              |
| USS Blue       | США       | Эсминец типа «Бэгли»              | 23.08.1942 | 9°07′11″ ю. ш. 159°56′44″ в. д. | Поражён торпедой эсминца «Кавакадзэ»                                                           |
| HMAS Canberra  | Австралия | Тяжёлый крейсер типа «Кент»       | 09.08.1942 | 9°17′24″ ю. ш. 159°57′15″ в. д. | Поражён артиллерийским и торпедным огнём в ходе боя у острова Саво                             |
| USS Colhoun    | США       | Эсминец типа «Викс»               | 30.08.1942 | 9°23′59″ ю. ш. 160°00′59″ в. д. | Поражён авиабомбой                                                                             |
| USS Cushing    | США       | Эсминец типа «Мэхэн»              | 13.11.1942 | 9°11′05″ ю. ш. 159°49′37″ в. д. | Поражён артиллерийским огнём в ходе морского сражения за Гуадалканал                           |
| USS De Haven   | США       | Эсминец типа «Флетчер»            | 01.02.1943 | 9°12′57″ ю. ш. 159°48′50″ в. д. | Поражён авиабомбами                                                                            |
| USS Duncan     | США       | Эсминец типа «Гливс»              | 12.10.1942 | 9°00′46″ ю. ш. 159°48′47″ в. д. | Поражён артиллерийским огнём в ходе боя у мыса Эсперанс                                        |
| Fubuki         | Япония    | Эсминец типа «Фубуки»             | 11.10.1942 | 9°06′00″ ю. ш. 159°38′00″ в. д. | Поражён артиллерийским огнём в ходе боя у мыса Эсперанс                                        |